# Anomis basalis
Anomis basalis là một loài bướm đêm trong họ Erebidae.